# Schardenberg
Schardenberg település Ausztriában, Felső-Ausztria tartományban, a Schärdingi járásban, területe 32 km².

## Fekvése
Tengerszint feletti magassága 543 méter. Schardenberg Passau, Freinberg, Esternberg, Münzkirchen, Rainbach im Innkreis, Brunnenthal, Wernstein am Inn és Neuburg am Inn településekkel határos.

## Népesség
Lakosainak száma 2407 fő (2018. január 1.).